# Hidroquinona (farmacología)
La hidroquinona es un agente despigmentador débil usado tópicamente en el tratamiento de la hipermelanosis.

## Indicaciones
En mujeres que toman agentes ovulistáticos, en dermatitis de Berlock causada por ciertos perfumes, en la hiperpigmentación inflamatoria y melasma del embarazo.

## Modo de acción
La hidroquinona origina despigmentación reversible de la piel al inhibir la oxidación enzimática de la tirosina hasta la forma de 3,4-dihidroxifenilalanina y también al inhibir otros procesos metabólicos en los melanocitos. Los estudios histoquímicos y de microscopía electrónica revelan que la hidroquinona afecta el sistema melanocítico folicular y no folicular.

## Usos
Está indicado su empleo para la disminución gradual del tono de la piel hiperpigmentada en trastornos como melasma, efélides y lentigo solares. Es esencial la aplicación concomitante de filtros solares con SPF de 15 a 30 y la fotoprotección meticulosa para llevar al mínimo la exacerbación de la hiperpigmentación, inducida por rayos actínicos. Se cuenta con múltiples preparados en el mercado.
La hidroquinona no produce despigmentación tipo "confeti" o "papel picado" que se ve a menudo después de la aplicación de la monobenzona.

## Dosis
Normalmente se emplea a concentraciones que oscilan entre el 2 y el 4 %, variando su eficacia en relación directa con ellas. Debe administrarse durante 2-4 meses. En este artículo se describe la forma de elaboración de una crema despigmentante de hidroquinona.

## Efectos secundarios
Produce irritación dependiente de la concentración. Por encima del 4%, la irritación aparece en frecuencia superior al 30%. Un problema que debe tenerse en cuenta es que dicha irritación a su vez puede ser causa de hiperpigmentación posterior, por lo que es recomendable el uso de un corticosteroide a baja concentración para evitarla.

## Datos de la FDA
En 1982, la FDA publicó una norma que proponía que los productos farmacéuticos de venta libre para blanqueo de la piel que contienen 1.5 a 2 % de hidroquinona fueran generalmente reconocidos como seguros y efectivos. Esta reglamentación presentó la recomendación a un panel de expertos externos y se revisó la información disponible sobre la eficacia y seguridad de la hidroquinona en el momento. Posteriormente, se publicó una propuesta de la norma en 2006 tras considerar nuevos datos e información sobre la seguridad de la hidroquinona. La regla de 2006 proponía la retirada de la norma de 1982 que recomendaba la hidroquinona como segura y efectiva debido a la evidencia de que el fármaco puede actuar como un agente causante de cáncer en roedores después de la administración oral. La hidroquinona también se ha relacionado con una condición médica en seres humanos conocida como ocronosis (oscurecimiento de la piel y la desfiguración) cuando se aplica tópicamente. En la regla propuesta de 2006, se recomienda que deben ser realizadas estudios adicionales con el fin de determinar si existe un riesgo para los seres humanos sobre el uso de la hidroquinona. De cualquier modo la FDA cree que la hidroquinona debe estar disponible como un medicamento de  de venta sin receta o medicamento OTC.